# تعظم داخلي
التعظم الداخلي (بالإنجليزية: enostosis) أو الجزيرة العظمية (بالإنجليزية: bone island) هي مساحات صغيرة من عظم قشري (أو عظم مكتنز) داخل العظم الإسفنجي. يمكن رؤيتها أثناء الفحص بواسطة التصوير الشعاعي أو الأشعة المقطعية. عادة ما تكون هذه الجزر صغيرة جدا وليس لديها أي أعراض ولا تحتاج أي علاج، وقد يظهر عدد منها في حالة تبكل العظام.